# US-amerikanische Fußballnationalmannschaft (U-20-Frauen)
Die Fußballnationalmannschaft der Vereinigten Staaten der U-20-Frauen repräsentiert die USA im internationalen Frauenfußball. Die Nationalmannschaft untersteht der United States Soccer Federation und wird seit 2021 von Tracey Kevins trainiert. Sie ist eine der erfolgreichsten U-20-Mannschaften der Welt mit drei Weltmeistertiteln und sieben Siegen bei der Nord- und Mittelamerika-Meisterschaft.

## Turnierbilanz

### Weltmeisterschaft

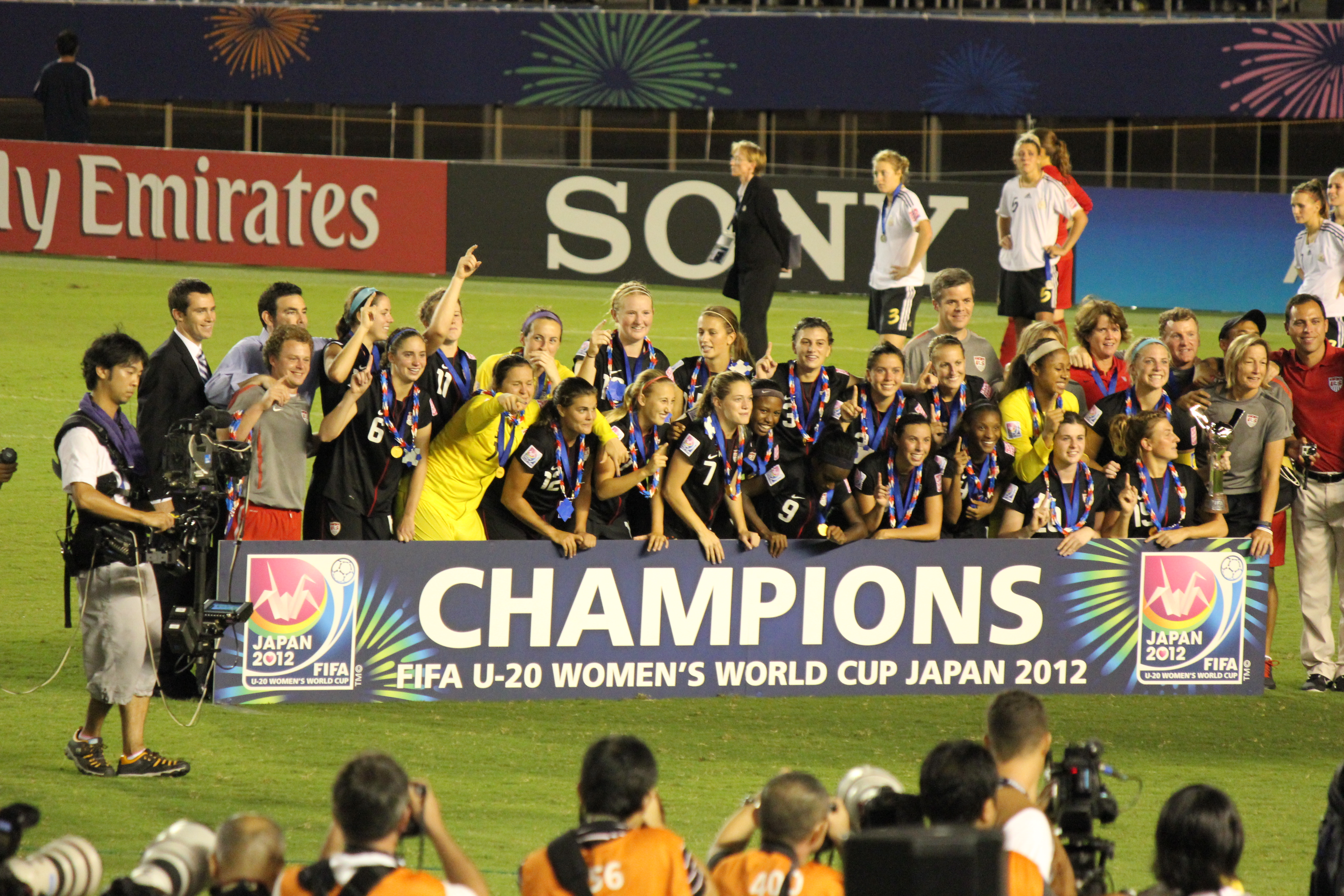
Weltmeister 2012

Mit drei Titeln sind die USA U-20-Rekord-Weltmeister gemeinsam mit Deutschland.
| Jahr   | Gastgeber       | Platzierung   |
| ------ | --------------- | ------------- |
| 2002   | Kanada          | Weltmeister   |
| 2004   | Thailand        | 3. Platz      |
| 2006   | Russland        | 4. Platz      |
| 2008   | Chile           | Weltmeister   |
| 2010   | Deutschland     | Viertelfinale |
| 2012   | Japan           | Weltmeister   |
| 2014   | Kanada          | Viertelfinale |
| 2016   | Papua-Neuguinea | 4. Platz      |
| 2018   | Frankreich      | Gruppenphase  |
| 2020 1 | Costa Rica 1    | – 1           |
| 2022   | Costa Rica      | Gruppenphase  |
| 2024   | Kolumbien       | 3. Platz      |

### Nord- und Mittelamerika-Meisterschaft
Mit sieben Titeln sind die USA U-20-Rekordmeister in Nord- und Mittelamerika.
| Jahr | Gastgeber               | Platzierung        |
| ---- | ----------------------- | ------------------ |
| 2002 | Trinidad und Tobago     | keine Finalrunde 2 |
| 2004 | Kanada                  | 2. Platz           |
| 2006 | Mexiko                  | CONCACAF-Meister   |
| 2008 | Mexiko                  | 2. Platz           |
| 2010 | Guatemala               | CONCACAF-Meister   |
| 2012 | Panama                  | CONCACAF-Meister   |
| 2014 | Cayman Islands          | CONCACAF-Meister   |
| 2015 | Honduras                | CONCACAF-Meister   |
| 2018 | Trinidad und Tobago     | 2. Platz           |
| 2020 | Dominikanische Republik | CONCACAF-Meister   |
| 2022 | Dominikanische Republik | CONCACAF-Meister   |
| 2024 | Dominikanische Republik | 2. Platz           |

## Personen

### Trainer
- Shannon Higgins-Cirovski (1998–1999)
- Jay Hoffman (1999)
- Steve Swanson (2000)
- Tracey Leone (2001–2004)
- Mark Krikorian (2004–2005)
- Tim Schulz (2005–2006)
- Jill Ellis (2007)
- Tony DiCicco (2008)
- Jill Ellis (2009–2010)
- Dave Chesler (2010–2011)
- Steve Swanson (2011–2012)
- Michelle French (2013–2017)
- Jitka Klimkova (2017–2019)
- Mark Carr (2019)
- Laura Harvey (2020–2021)
- Tracey Kevins (2021– )

### Spielerinnen
| Spiele | Spielerin                                  |
| ------ | ------------------------------------------ |
| 43     | Maya Hayes                                 |
| 39     | Ashlyn Harris, Sydney Leroux, Crystal Dunn |
| 38     | Samantha Mewis                             |
| 35     | Kelley O’Hara                              |
| 30     | Kerry Hanks                                |

| Tore | Spielerin                      |
| ---- | ------------------------------ |
| 31   | Kelly Wilson                   |
| 24   | Sydney Leroux                  |
| 24   | Kelley O’Hara, Lindsay Tarpley |
| 22   | Kerry Hanks                    |
| 18   | Heather O’Reilly               |